# Witold Słówko
Witold Słówko (ur. 1940 r.) – polski inżynier elektronik. Absolwent Politechniki Wrocławskiej. Od 1999 r. profesor na Wydziale Elektroniki, a następnie (2002) na Wydziale Elektroniki Mikrosystemów i Fotoniki  Politechniki Wrocławskiej.